# Оральная стадия
Оральная стадия — первая стадия психосексуального развития по Фрейду, которая начинается с рождения и завершается в возрасте около года. Психоаналитик утверждал, что первые проявления либидо младенца связаны с другими жизненно важными функциями, одной из которых является приём пищи. Со временем ребёнок, даже не испытывая голода, проявляет активность, связанную с актом кормления, но не требующую использования пищи — сам имитирует акт кормления (сосёт свой палец) или просит взрослого его имитировать (дать пустышку). В этом случае он сосёт лишь для получения удовольствия, стимулируя слизистую оболочку рта и губ, которые можно назвать эрогенными зонами.

## Фазы
Оральная стадия в дальнейшем была разделена на две фазы: орально-инкорпоративную и орально-садистическую.

### Орально-инкорпоративная
Длится с появления на свет до 6 месяцев ребёнка. В этом возрасте ребёнком владеет аутоэротизм — особенность детской сексуальности, при которой удовлетворение важных органических потребностей связано с объектами собственного тела (ребенок сосет собственный большой палец или язык). Ребёнок считает мать, в частности её грудь, неотделимой частью себя (грудь является первым сексуальным объектом). Сосание материнской груди, по мнению сторонников фрейдизма, оказывает значительное влияние на всю дальнейшую сексуальную жизнь человека. Фиксация на этой стадии может приводить к обжорству (или, наоборот, анорексии), чрезмерному курению, алкоголизму.

### Орально-садистическая
Длится с 6 до 18 месяцев. В этот период начинается постепенное отлучение от груди, таким образом ребёнок лишается возможности беспрепятственно получать удовольствие, кроме того, он осознаёт, что в определённые моменты мать может оставить его одного, и впервые сталкивается с принципом реальности. Постепенно ребёнок начинает разделять себя и мать, что ведет к зарождению его Эго. Тогда же начинают прорезываться первые зубы. У ребёнка в отношении матери возникает двойственная позиция — она является источником наслаждения, но может лишать этого наслаждения, за что он может пытаться наказать её единственным доступным ему способом — кусая её. Фиксация на этой стадии может вести к развитию мазохизма.